# Lista de membros da Academia Brasileira de Letras
Esta lista contém as 40 cadeiras e seus respectivos patronos, fundadores e sucessores de acordo com a listagem oficial da Academia Brasileira de Letras.

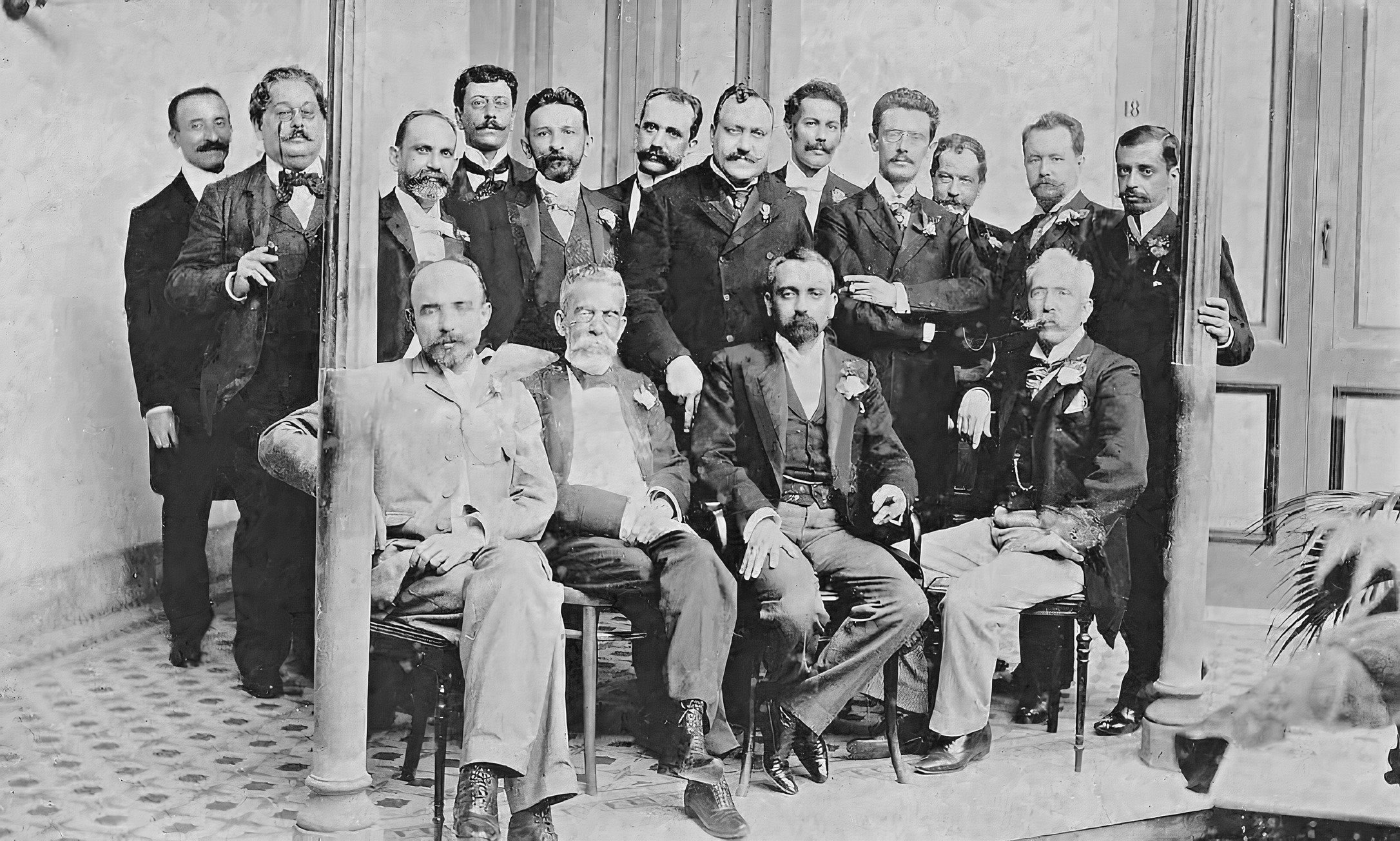
Foto dos integrantes da “panelinha”, criada em 1901 para a realização de festivos ágapes e encontros de escritores e artistas. Muitos deles também membros da Academia Brasileira de Letras. Em pé: Rodolfo Amoedo, Artur de Azevedo, Inglês de Sousa, Olavo Bilac, José Veríssimo, Sousa Bandeira, Filinto de Almeida, Guimarães Passos, Valentim Magalhães, Rodolfo Bernardelli, Rodrigo Otávio e Heitor Peixoto. Sentados: João Ribeiro, Machado de Assis, Lúcio de Mendonça e Silva Ramos.

## Membros

### Geral
| Cadeira | Patrono                       | Patrono                       | Fundador                    | Fundador                    | Sucessores |
| Cadeira | Imagem                        | Nome                          | Imagem                      | Nome                        | Sucessores |
| ------- | ----------------------------- | ----------------------------- | --------------------------- | --------------------------- | --- |
| 1       | Adelino Fontoura              | Adelino Fontoura              | Luís Murat                  | Luís Murat                  | - Afonso d'Escragnolle Taunay - Ivan Lins - Bernardo Élis - Evandro Lins e Silva - Ana Maria Machado |
| 2       | Álvares de Azevedo            | Álvares de Azevedo            | Coelho Neto                 | Coelho Neto                 | - João Neves da Fontoura - Guimarães Rosa - Mário Palmério - Tarcísio Padilha - Eduardo Giannetti |
| 3       | Artur de Oliveira             | Artur de Oliveira             | Filinto de Almeida          | Filinto de Almeida          | - Roberto Simonsen - Aníbal Freire da Fonseca - Herberto Sales - Carlos Heitor Cony - Joaquim Falcão |
| 4       | Basílio da Gama               | Basílio da Gama               | Aluísio Azevedo             | Aluísio Azevedo             | - Alcides Maia - Vianna Moog - Carlos Nejar |
| 5       | Bernardo Guimarães            | Bernardo Guimarães            | Raimundo Correia            | Raimundo Correia            | - Oswaldo Cruz - Aloísio de Castro - Cândido Mota Filho - Rachel de Queiroz - José Murilo de Carvalho - Ailton Krenak |
| 6       | Casimiro de Abreu             | Casimiro de Abreu             |                             | Teixeira de Melo            | - Artur Jaceguai - Goulart de Andrade - Barbosa Lima Sobrinho - Raimundo Faoro - Cícero Sandroni - Milton Hatoum (posse pendente)                                                                                             |
| 7       | Castro Alves                  | Castro Alves                  |                             | Valentim Magalhães          | - Euclides da Cunha - Afrânio Peixoto - Afonso Pena Júnior - Hermes Lima - Pontes de Miranda - Dinah Silveira de Queiroz - Sergio Corrêa da Costa - Nelson Pereira dos Santos - Cacá Diegues - Miriam Leitão (posse pendente) |
| 8       | Cláudio Manuel da Costa       | Cláudio Manuel da Costa       | Alberto de Oliveira         | Alberto de Oliveira         | - Oliveira Viana - Austregésilo de Athayde - Antônio Calado - Antônio Olinto - Cleonice Berardinelli - Ricardo Cavaliere |
| 9       | Gonçalves de Magalhães        | Gonçalves de Magalhães        | Carlos Magalhães de Azeredo | Carlos Magalhães de Azeredo | - Marques Rebelo - Carlos Chagas Filho - Alberto da Costa e Silva - Lilia Schwarcz |
| 10      | Evaristo da Veiga             | Evaristo da Veiga             | Ruy Barbosa                 | Ruy Barbosa                 | - Laudelino Freire - Osvaldo Orico - Orígenes Lessa - Lêdo Ivo - Rosiska Darcy |
| 11      | Fagundes Varella              | Fagundes Varella              | Lúcio de Mendonça           | Lúcio de Mendonça           | - Pedro Lessa - Eduardo Ramos - João Luís Alves - Adelmar Tavares - Deolindo Couto - Darcy Ribeiro - Celso Furtado - Hélio Jaguaribe - Ignácio de Loyola Brandão                                                              |
| 12      | França Júnior                 | França Júnior                 |                             | Urbano Duarte               | - Augusto de Lima - Vítor Viana - José Carlos de Macedo Soares - Abgar Renault - Dom Lucas Moreira Neves - Alfredo Bosi - Paulo Niemeyer Filho                                                                                |
| 13      | Francisco Otaviano            | Francisco Otaviano            | Visconde de Taunay          | Visconde de Taunay          | - Francisco de Castro - Martins Júnior - Sousa Bandeira - Hélio Lobo - Augusto Meyer - Francisco de Assis Barbosa - Sérgio Paulo Rouanet - Ruy Castro                                                                         |
| 14      | Franklin Távora               | Franklin Távora               | Clóvis Beviláqua            | Clóvis Beviláqua            | - Carneiro Leão - Fernando de Azevedo - Miguel Reale - Celso Lafer |
| 15      | Gonçalves Dias                | Gonçalves Dias                | Olavo Bilac                 | Olavo Bilac                 | - Amadeu Amaral - Guilherme de Almeida - Odilo Costa Filho - Dom Marcos Barbosa - Padre Fernando Bastos de Ávila - Marco Lucchesi                                                                                             |
| 16      | Gregório de Matos             | Gregório de Matos             | Araripe Júnior              | Araripe Júnior              | - Félix Pacheco - Pedro Calmon - Lygia Fagundes Telles - Jorge Caldeira |
| 17      | Hipólito da Costa             | Hipólito da Costa             | Sílvio Romero               | Sílvio Romero               | - Osório Duque-Estrada - Roquette-Pinto - Álvaro Lins - Antônio Houaiss - Affonso Arinos de Mello Franco - Fernanda Montenegro                                                                                                |
| 18      | João Francisco Lisboa         | João Francisco Lisboa         | José Veríssimo              | José Veríssimo              | - Barão Homem de Melo - Alberto Faria - Luís Carlos - Pereira da Silva - Peregrino Júnior - Arnaldo Niskier |
| 19      | Joaquim Caetano               | Joaquim Caetano               | Alcindo Guanabara           | Alcindo Guanabara           | - Dom Silvério Gomes Pimenta - Gustavo Barroso - Silva Melo - Américo Jacobina Lacombe - Marcos Almir Madeira - Antônio Carlos Secchin                                                                                        |
| 20      | Joaquim Manuel de Macedo      | Joaquim Manuel de Macedo      | Salvador de Mendonça        | Salvador de Mendonça        | - Emílio de Meneses - Humberto de Campos - Múcio Leão - Aurélio de Lira Tavares - Murilo Melo Filho - Gilberto Gil |
| 21      | Joaquim Serra                 | Joaquim Serra                 | José do Patrocínio          | José do Patrocínio          | - Mário de Alencar - Olegário Mariano - Álvaro Moreyra - Adonias Filho - Dias Gomes - Roberto Campos - Paulo Coelho |
| 22      |                               | José Bonifácio, o Moço        | Medeiros e Albuquerque      | Medeiros e Albuquerque      | - Miguel Osório de Almeida - Luís Viana Filho - Ivo Pitanguy - João Almino |
| 23      | José de Alencar               | José de Alencar               | Machado de Assis            | Machado de Assis            | - Lafayette Rodrigues Pereira - Alfredo Pujol - Otávio Mangabeira - Jorge Amado - Zélia Gattai - Luiz Paulo Horta - Antônio Torres                                                                                            |
| 24      | Júlio Ribeiro                 | Júlio Ribeiro                 |                             | Garcia Redondo              | - Luís Guimarães Filho - Manuel Bandeira - Ciro dos Anjos - Sábato Magaldi - Geraldo Carneiro |
| 25      | Junqueira Freire              | Junqueira Freire              | Franklin Dória              | Franklin Dória              | - Artur Orlando da Silva - Ataulfo de Paiva - José Lins do Rego - Afonso Arinos de Melo Franco - Alberto Venancio Filho |
| 26      | Laurindo Rabelo               | Laurindo Rabelo               |                             | Guimarães Passos            | - Paulo Barreto - Constâncio Alves - Ribeiro Couto - Gilberto Amado - Mauro Mota - Marcos Vilaça - José Roberto de Castro Neves                                                                                               |
| 27      | Maciel Monteiro               | Maciel Monteiro               | Joaquim Nabuco              | Joaquim Nabuco              | - Dantas Barreto - Gregório da Fonseca - Levi Carneiro - Otávio de Faria - Eduardo Portella - Antonio Cicero - Edgard Telles Ribeiro                                                                                          |
| 28      | Manuel Antônio de Almeida     | Manuel Antônio de Almeida     | Inglês de Sousa             | Inglês de Sousa             | - Xavier Marques - Menotti Del Picchia - Oscar Dias Correia - Domício Proença Filho |
| 29      | Martins Pena                  | Martins Pena                  | Artur Azevedo               | Artur Azevedo               | - Vicente de Carvalho - Cláudio de Sousa - Josué Montello - José Mindlin - Geraldo Holanda Cavalcanti |
| 30      | Pardal Mallet                 | Pardal Mallet                 |                             | Pedro Rabelo                | - Heráclito Graça - Antônio Austregésilo - Aurélio Buarque de Holanda - Nélida Piñon - Heloísa Teixeira - Paulo Henriques Britto (posse pendente)                                                                             |
| 31      | Pedro Luís Pereira de Sousa   | Pedro Luís Pereira de Sousa   | Guimarães Júnior            | Guimarães Júnior            | - João Ribeiro - Paulo Setúbal - Cassiano Ricardo - José Cândido de Carvalho - Geraldo França de Lima - Moacyr Scliar - Merval Pereira                                                                                        |
| 32      | Manuel de Araújo Porto-Alegre | Manuel de Araújo Porto-Alegre | Carlos de Laet              | Carlos de Laet              | - Ramiz Galvão - Viriato Correia - Joracy Camargo - Genolino Amado - Ariano Suassuna - Zuenir Ventura |
| 33      | Raul Pompeia                  | Raul Pompeia                  | Domício da Gama             | Domício da Gama             | - Fernando Magalhães - Luís Edmundo - Afrânio Coutinho - Evanildo Bechara - Ana Maria Gonçalves (posse pendente) |
| 34      | Sousa Caldas                  | Sousa Caldas                  | Pereira da Silva            | Pereira da Silva            | - Barão do Rio Branco - Lauro Müller - Dom Aquino Correia - Magalhães Júnior - Carlos Castelo Branco - João Ubaldo Ribeiro - Evaldo Cabral de Mello                                                                           |
| 35      | Tavares Bastos                | Tavares Bastos                | Rodrigo Otávio              | Rodrigo Otávio              | - Rodrigo Otávio Filho - José Honório Rodrigues - Celso Cunha - Cândido Mendes - Godofredo de Oliveira Neto |
| 36      | Teófilo Dias                  | Teófilo Dias                  | Afonso Celso                | Afonso Celso                | - Clementino Fraga - Paulo Carneiro - José Guilherme Merquior - João de Scantimburgo - Fernando Henrique Cardoso |
| 37      | Tomás António Gonzaga         | Tomás António Gonzaga         |                             | Silva Ramos                 | - Alcântara Machado - Getúlio Vargas - Assis Chateaubriand - João Cabral de Melo Neto - Ivan Junqueira - Ferreira Gullar - Arno Wehling                                                                                       |
| 38      | Tobias Barreto                | Tobias Barreto                | Graça Aranha                | Graça Aranha                | - Santos Dumont - Celso Vieira - Maurício de Medeiros - José Américo de Almeida - José Sarney |
| 39      | Francisco Adolfo de Varnhagen | Francisco Adolfo de Varnhagen | Oliveira Lima               | Oliveira Lima               | - Alberto de Faria - Rocha Pombo - Rodolfo Garcia - Elmano Cardim - Otto Lara Resende - Roberto Marinho - Marco Maciel - José Paulo Cavalcanti Filho                                                                          |
| 40      | Visconde do Rio Branco        | Visconde do Rio Branco        | Eduardo Prado               | Eduardo Prado               | - Afonso Arinos - Miguel Couto - Alceu Amoroso Lima - Evaristo de Moraes Filho - Edmar Bacha |

### Por Cadeira

#### Cadeira 1
| Nº | Imagem do Imortal         | Imortal                     | Período do mandato                               | Duração do mandato                       |
| -- | ------------------------- | --------------------------- | ------------------------------------------------ | ---------------------------------------- |
| —  |                           | Adelino Fontoura            | Patrono da ABL                                   | ———                                      |
| 1  |                           | Luís Murat                  | 20 de julho de 1897 até 3 de julho de 1929       | 31 anos, 11 meses e 13 dias              |
| 2  |                           | Afonso d'Escragnolle Taunay | 7 de novembro de 1929 até 20 de março de 1958    | 28 anos, 4 meses e 13 dias               |
| 3  |                           | Ivan Lins                   | 7 de agosto de 1958 até 16 de junho de 1975      | 16 anos, 10 meses e 9 dias               |
| 4  |                           | Bernardo Élis               | 23 de outubro de 1975 até 30 de novembro de 1997 | 22 anos, 1 mês e 7 dias                  |
| 5  |                           | Evandro Lins e Silva        | 16 de abril de 1998 até 17 de dezembro de 2002   | 4 anos, 8 meses e 1 dia                  |
| 6  | Ana Maria Machado 2014 02 | Ana Maria Machado           | 24 de abril de 2003 até o momento                | 22 anos, 3 meses e 22 dias até o momento |

#### Cadeira 2
| Nº | Imagem do Imortal | Imortal                | Período do mandato                             | Duração do mandato                      |
| -- | ----------------- | ---------------------- | ---------------------------------------------- | --------------------------------------- |
| —  |                   | Álvares de Azevedo     | Patrono da ABL                                 | ———                                     |
| 1  | Coelho Neto       | Coelho Neto            | 20 de julho de 1897 até 28 de novembro de 1934 | 37 anos, 4 meses e 8 dias               |
| 2  |                   | João Neves da Fontoura | 19 de março de 1936 até 31 de março de 1963    | 27 anos e 12 dias                       |
| 3  |                   | Guimarães Rosa         | 6 de agosto de 1963 até 19 de novembro de 1967 | 4 anos, 3 meses e 13 dias               |
| 4  |                   | Mário Palmério         | 4 de abril de 1968 até 24 de setembro de 1996  | 28 anos, 5 meses e 20 dias              |
| 6  |                   | Tarcísio Padilha       | 20 de março de 1997 até 09 de setembro de 2021 | 24 anos, 5 meses e 20 dias              |
| 7  |                   | Eduardo Giannetti      | 16 de dezembro de 2021 até o momento           | 3 anos, 7 meses e 30 dias até o momento |

#### Cadeira 3
| Nº | Imagem do Imortal        | Imortal                  | Período do mandato                               | Duração do mandato                      |
| -- | ------------------------ | ------------------------ | ------------------------------------------------ | --------------------------------------- |
| —  |                          | Artur de Oliveira        | Patrono da ABL                                   | ———                                     |
| 1  | Felinto de Almeida, 1945 | Filinto de Almeida       | 20 de julho de 1897 até 28 de janeiro de 1945    | 47 anos, 6 meses e 8 dias               |
| 2  |                          | Roberto Simonsen         | 9 de agosto de 1945 até 25 de maio de 1948       | 2 anos, 9 meses e 16 dias               |
| 3  |                          | Aníbal Freire da Fonseca | 30 de setembro de 1948 até 22 de outubro de 1970 | 22 anos e 22 dias                       |
| 4  |                          | Herberto Sales           | 6 de abril de 1971 até 13 de agosto de 1999      | 28 anos, 4 meses e 7 dias               |
| 5  |                          | Carlos Heitor Cony       | 23 de março de 2000 até 5 de janeiro de 2018     | 17 anos, 9 meses e 13 dias              |
| 6  |                          | Joaquim Falcão           | 19 de abril de 2018 até o momento                | 7 anos, 3 meses e 27 dias até o momento |

#### Cadeira 4
| Nº | Imagem do Imortal | Imortal         | Período do mandato                               | Duração do mandato                       |
| -- | ----------------- | --------------- | ------------------------------------------------ | ---------------------------------------- |
| —  |                   | Basílio da Gama | Patrono da ABL                                   | ———                                      |
| 1  | Aluisio Azevedo   | Aluísio Azevedo | 20 de julho de 1897 até 21 de janeiro de 1913    | 15 anos, 6 meses e 1 dia                 |
| 2  |                   | Alcides Maia    | 6 de setembro de 1913 até 2 de outubro de 1944   | 31 anos e 26 dias                        |
| 3  |                   | Viana Moog      | 20 de setembro de 1945 até 15 de janeiro de 1988 | 42 anos, 3 meses e 26 dias               |
| 4  |                   | Carlos Nejar    | 24 de novembro de 1988 até o momento             | 36 anos, 8 meses e 22 dias até o momento |

#### Cadeira 5
| Nº | Imagem do Imortal                 | Imortal                 | Período do mandato                              | Duração do mandato                      |
| -- | --------------------------------- | ----------------------- | ----------------------------------------------- | --------------------------------------- |
| —  | Bernardo Guimarães (Iconográfico) | Bernardo Guimarães      | Patrono da ABL                                  | ———                                     |
| 1  | Raymundo Corrêa (Iconográfico)    | Raimundo Correia        | 20 de julho de 1897 até 13 de setembro de 1911  | 14 anos, 1 mês e 24 dias                |
| 2  | Oswaldo cruz                      | Oswaldo Cruz            | 11 de maio de 1912 até 11 de fevereiro de 1917  | 4 anos e 9 meses                        |
| 3  |                                   | Aloísio de Castro       | 14 de novembro de 1917 até 7 de outubro de 1959 | 41 anos, 10 meses e 23 dias             |
| 4  |                                   | Cândido Mota Filho      | 7 de abril de 1960 até 4 de fevereiro de 1977   | 16 anos, 9 meses e 28 dias              |
| 5  |                                   | Rachel de Queiroz       | 4 de agosto de 1977 até 4 de novembro de 2003   | 26 anos e 3 meses                       |
| 6  |                                   | José Murilo de Carvalho | 11 de março de 2004 até 13 de agosto de 2023    | 19 anos, 5 meses e 2 dias               |
| 7  |                                   | Ailton Krenak           | 5 de outubro de 2023 até o momento              | 1 ano, 10 meses e 10 dias até o momento |

#### Cadeira 6
| Nº | Imagem do Imortal       | Imortal               | Período do mandato                             | Duração do mandato         |
| -- | ----------------------- | --------------------- | ---------------------------------------------- | -------------------------- |
| —  |                         | Casimiro de Abreu     | Patrono da ABL                                 | ———                        |
| 1  |                         | Teixeira de Melo      | 20 de julho de 1897 até 10 de abril de 1907    | 9 anos, 8 meses e 21 dias  |
| 2  | Artur Silveira de Motta | Artur Jaceguai        | 28 de setembro de 1907 até 6 de junho de 1914  | 6 anos, 8 meses e 9 dias   |
| 3  |                         | Goulart de Andrade    | 22 de maio de 1915 até 19 de dezembro de 1936  | 21 anos, 6 meses e 27 dias |
| 4  | Barbosa lima sobrinho   | Barbosa Lima Sobrinho | 28 de abril de 1937 até 16 de julho de 2000    | 63 anos, 2 meses e 18 dias |
| 5  |                         | Raimundo Faoro        | 23 de novembro de 2000 até 15 de maio de 2003  | 2 anos, 5 meses e 22 dias  |
| 6  |                         | Cícero Sandroni       | 25 de setembro de 2003 até 16 de junho de 2025 | 21 anos, 8 meses e 23 dias |
| 7  |                         | Milton Hatoum         | Posse pendente                                 | Posse pendente             |

#### Cadeira 7
| Nº | Imagem do Imortal | Imortal                   | Período do mandato                               | Duração do mandato          |
| -- | ----------------- | ------------------------- | ------------------------------------------------ | --------------------------- |
| —  |                   | Castro Alves              | Patrono da ABL                                   | ———                         |
| 1  |                   | Valentim Magalhães        | 20 de julho de 1897 até 17 de maio de 1903       | 5 anos, 9 meses e 27 dias   |
| 2  |                   | Euclides da Cunha         | 21 de setembro de 1903 até 15 de agosto de 1909  | 5 anos, 10 meses e 25 dias  |
| 3  |                   | Afrânio Peixoto           | 7 de maio de 1910 até 12 de janeiro de 1947      | 36 anos, 8 meses e 5 dias   |
| 4  |                   | Afonso Pena Júnior        | 22 de maio de 1947 até 12 de abril de 1968       | 20 anos, 10 meses e 21 dias |
| 5  |                   | Hermes Lima               | 18 de dezembro de 1968 até 10 de outubro de 1978 | 9 anos, 9 meses e 22 dias   |
| 6  |                   | Pontes de Miranda         | 8 de março de 1979 até 22 de dezembro de 1979    | 9 meses e 14 dias           |
| 7  |                   | Dinah Silveira de Queiroz | 7 de abril de 1981 até 27 de novembro de 1982    | 1 ano, 7 meses e 20 dias    |
| 8  |                   | Sergio Corrêa da Costa    | 25 de agosto de 1983 até 29 de setembro de 2005  | 22 anos, 1 mês e 4 dias     |
| 9  |                   | Nelson Pereira dos Santos | 9 de março de 2006 até 21 de abril de 2018       | 12 anos, 1 mês e 12 dias    |
| 10 |                   | Cacá Diegues              | 30 de agosto de 2018 até 14 de fevereiro de 2025 | 6 anos, 5 meses e 15 dias   |
| 11 |                   | Miriam Leitão             | Posse pendente                                   | Posse pendente              |

#### Cadeira 8
| Nº | Imagem do Imortal                  | Imortal                 | Período do mandato                               | Duração do mandato                      |
| -- | ---------------------------------- | ----------------------- | ------------------------------------------------ | --------------------------------------- |
| —  | Cláudio Manuel da Costa            | Cláudio Manuel da Costa | Patrono da ABL                                   | ———                                     |
| 1  | Alberto de Oliveira (Iconográfico) | Alberto de Oliveira     | 20 de julho de 1897 até 19 de janeiro de 1937    | 39 anos, 5 meses e 30 dias              |
| 2  | Francisco José de Oliveira Viana   | Oliveira Viana          | 27 de maio de 1937 até 28 de março de 1951       | 13 anos, 10 meses e 1 dia               |
| 3  | Austregésilo de Athayde            | Austregésilo de Athayde | 9 de agosto de 1951 até 13 de setembro de 1993   | 42 anos, 1 mês e 4 dias                 |
| 4  |                                    | Antônio Calado          | 17 de março de 1994 até 28 de janeiro de 1997    | 2 anos, 10 meses e 11 dias              |
| 5  | Antônio Olinto                     | Antônio Olinto          | 31 de julho de 1997 até 12 de setembro de 2009   | 12 anos, 1 mês e 12 dias                |
| 6  |                                    | Cleonice Berardinelli   | 16 de dezembro de 2009 até 31 de janeiro de 2023 | 13 anos, 1 mês e 15 dias                |
| 7  |                                    | Ricardo Cavaliere       | 27 de abril de 2023 até o momento                | 2 anos, 3 meses e 19 dias até o momento |

#### Cadeira 9
| Nº | Imagem do Imortal                                                           | Imortal                     | Período do mandato                               | Duração do mandato                    |
| -- | --------------------------------------------------------------------------- | --------------------------- | ------------------------------------------------ | ------------------------------------- |
| —  | Visconde de Araguaya                                                        | Gonçalves de Magalhães      | Patrono da ABL                                   | ——                                    |
| 1  | Pedro Weingärtner - Retrato do Embaixador Carlos Magalhães de Azeredo, 1903 | Carlos Magalhães de Azeredo | 28 de janeiro de 1897 até 4 de novembro de 1963  | 66 anos, 9 meses e 7 dias             |
| 2  |                                                                             | Marques Rebelo              | 10 de dezembro de 1964 até 26 de agosto de 1973  | 8 anos, 8 meses e 16 dias             |
| 3  |                                                                             | Carlos Chagas Filho         | 3 de janeiro de 1974 até 16 de fevereiro de 2000 | 26 anos, 1 mês e 13 dias              |
| 4  |                                                                             | Alberto da Costa e Silva    | 27 de julho de 2000 até 26 de novembro de 2023   | 23 anos, 3 meses e 30 dias            |
| 5  |                                                                             | Lilia Schwarcz              | 7 de março de 2024 até o momento                 | 1 ano, 5 meses e 8 dias até o momento |

#### Cadeira 10
| Nº | Imagem do Imortal | Imortal           | Período do mandato                                | Duração do mandato                      |
| -- | ----------------- | ----------------- | ------------------------------------------------- | --------------------------------------- |
| —  |                   | Evaristo da Veiga | Patrono da ABL                                    | ———                                     |
| 1  | Rui Barbosa2      | Ruy Barbosa       | 28 de janeiro de 1897 até 1 de março de 1923      | 16 anos e 2 meses                       |
| 2  |                   | Laudelino Freire  | 16 de novembro de 1923 até 18 de junho de 1937    | 13 anos e 8 meses                       |
| 3  |                   | Osvaldo Orico     | 28 de outubro de 1937 até 19 de fevereiro de 1981 | 43 anos e 3 meses                       |
| 4  |                   | Orígenes Lessa    | 9 de julho de 1981 até 13 de julho de 1986        | 5 anos                                  |
| 5  |                   | Lêdo Ivo          | 13 de novembro de 1986 até 23 de dezembro de 2012 | 26 anos e 1 mês                         |
| 6  |                   | Rosiska Darcy     | 11 de abril de 2013 até o momento                 | 12 anos, 4 meses e 4 dias até o momento |

#### Cadeira 11
| Nº | Imagem do Imortal | Imortal                   | Período do mandato                                | Duração do mandato             |
| -- | ----------------- | ------------------------- | ------------------------------------------------- | ------------------------------ |
| —  |                   | Fagundes Varella          | Patrono da ABL                                    | ———                            |
| 1  |                   | Lúcio de Mendonça         | 28 de janeiro de 1897 até 23 de novembro de 1909  | 12 anos, 9 meses e 26 dias     |
| 2  |                   | Pedro Lessa               | 7 de maio de 1910 até 25 de julho de 1921         | 11 anos, 2 meses e 18 dias     |
| 3  |                   | Eduardo Ramos             | 3 de agosto de 1922 até 15 de maio de 1923        | 9 meses e 12 dias              |
| 4  |                   | João Luís Alves           | 20 de setembro de 1923 até 15 de novembro de 1925 | 2 anos, 1 mês e 26 dias        |
| 5  |                   | Adelmar Tavares           | 25 de março de 1926 até 20 de junho de 1963       | 37 anos, 2 meses e 26 dias     |
| 6  |                   | Deolindo Couto            | 24 de outubro de 1963 até 29 de maio de 1992      | 28 anos, 7 meses e 5 dias      |
| 7  |                   | Darcy Ribeiro             | 8 de outubro de 1992 até 17 de fevereiro de 1997  | 4 anos, 4 meses e 9 dias       |
| 8  |                   | Celso Furtado             | 7 de agosto de 1997 até 20 de novembro de 2004    | 7 anos, 3 meses e 13 dias      |
| 8  |                   | Hélio Jaguaribe           | 3 de março de 2005 até 9 de setembro de 2018      | 13 anos, 6 meses e 6 dias      |
| 9  |                   | Ignácio de Loyola Brandão | 15 de março de 2019 até o momento                 | 6 anos e 5 meses até o momento |

#### Cadeira 12
| Nº | Imagem do Imortal | Imortal                      | Período do mandato                                | Duração do mandato                      |
| -- | ----------------- | ---------------------------- | ------------------------------------------------- | --------------------------------------- |
| —  |                   | França Júnior                | Patrono da ABL                                    | ———                                     |
| 1  |                   | Urbano Duarte de Oliveira    | 28 de janeiro de 1897 até 10 de fevereiro de 1902 | 5 anos e 13 dias                        |
| 2  |                   | Augusto de Lima              | 5 de fevereiro de 1903 até 22 de abril de 1934    | 31 anos, 2 meses e 17 dias              |
| 3  |                   | Vítor Viana                  | 11 de maio de 1935 até 21 de agosto de 1937       | 2 anos, 3 meses e 10 dias               |
| 4  |                   | José Carlos de Macedo Soares | 30 de dezembro de 1937 até 28 de janeiro de 1968  | 30 anos e 29 dias                       |
| 5  |                   | Abgar Renault                | 1 de agosto de 1968 até 31 de dezembro de 1995    | 27 anos, 4 meses e 30 dias              |
| 6  |                   | Dom Lucas Moreira Neves      | 18 de julho de 1996 até 8 de setembro de 2002     | 6 anos, 1 mês e 21 dias                 |
| 7  |                   | Alfredo Bosi                 | 20 de março de 2003 até 7 de abril de 2021        | 18 anos e 18 dias                       |
| 8  |                   | Paulo Niemeyer Filho         | 18 de novembro de 2021 até o momento              | 3 anos, 8 meses e 28 dias até o momento |

#### Cadeira 13
| Nº | Imagem do Imortal | Imortal                    | Período do mandato                               | Duração do mandato                      |
| -- | ----------------- | -------------------------- | ------------------------------------------------ | --------------------------------------- |
| —  |                   | Francisco Otaviano         | Patrono da ABL                                   | ———                                     |
| 1  |                   | Visconde de Taunay         | 28 de janeiro de 1897 até 25 de janeiro de 1899  | 1 ano, 11 meses e 28 dias               |
| 2  |                   | Francisco de Castro        | 10 de agosto de 1899 até 11 de outubro de 1901   | 2 anos, 2 meses e 1 dia                 |
| 3  |                   | Martins Júnior             | 15 de maio de 1902 até 22 de agosto de 1904      | 2 anos, 3 meses e 7 dias                |
| 4  |                   | Sousa Bandeira             | 27 de maio de 1905 até 1 de agosto de 1917       | 12 anos, 2 meses e 5 dias               |
| 5  |                   | Hélio Lobo                 | 6 de julho de 1918 até 1 de janeiro de 1960      | 41 anos, 5 meses e 26 dias              |
| 6  |                   | Augusto Meyer              | 12 de maio de 1960 até 10 de julho de 1970       | 10 anos, 1 mês e 28 dias                |
| 7  |                   | Francisco de Assis Barbosa | 19 de novembro de 1970 até 8 de dezembro de 1991 | 21 anos e 19 dias                       |
| 8  |                   | Sérgio Paulo Rouanet       | 23 de abril de 1992 até 3 de julho de 2022       | 30 anos, 2 meses e 10 dias              |
| 9  |                   | Ruy Castro                 | 6 de outubro de 2022 até o momento               | 2 anos, 10 meses e 9 dias até o momento |

#### Cadeira 14
| Nº | Imagem do Imortal | Imortal               | Período do mandato                               | Duração do mandato              |
| -- | ----------------- | --------------------- | ------------------------------------------------ | ------------------------------- |
| —  |                   | Franklin Távora       | Patrono da ABL                                   | ———                             |
| 1  |                   | Clóvis Beviláqua      | 28 de janeiro de 1897 até 26 de julho de 1944    | 47 anos, 5 meses e 28 dias      |
| 2  |                   | Antônio Carneiro Leão | 30 de novembro de 1944 até 31 de outubro de 1966 | 21 anos, 11 meses e 1 dia       |
| 3  |                   | Fernando de Azevedo   | 10 de agosto de 1967 até 18 de setembro de 1974  | 7 anos, 1 mês e 8 dias          |
| 4  |                   | Miguel Reale          | 16 de janeiro de 1975 até 14 de abril de 2006    | 31 anos, 2 meses e 29 dias      |
| 5  |                   | Celso Lafer           | 21 de julho de 2006 até o momento                | 19 anos e 25 dias até o momento |

#### Cadeira 15
| Nº | Imagem do Imortal | Imortal                  | Período do mandato                               | Duração do mandato                       |
| -- | ----------------- | ------------------------ | ------------------------------------------------ | ---------------------------------------- |
| —  |                   | Gonçalves Dias           | Patrono da ABL                                   | ———                                      |
| 1  |                   | Olavo Bilac              | 28 de janeiro de 1897 até 28 de dezembro de 1918 | 21 anos e 11 meses                       |
| 2  |                   | Amadeu Amaral            | 7 de agosto de 1919 até 24 de outubro de 1929    | 10 anos, 2 meses e 17 dias               |
| 3  |                   | Guilherme de Almeida     | 6 de março de 1930 até 11 de julho de 1969       | 39 anos, 4 meses e 5 dias                |
| 4  |                   | Odilo Costa Filho        | 20 de novembro de 1969 até 19 de agosto de 1979  | 9 anos, 8 meses e 30 dias                |
| 5  |                   | Dom Carlos Barbosa       | 20 de março de 1980 até 5 de março de 1997       | 16 anos, 11 meses e 13 dias              |
| 6  |                   | Fernando Bastos de Ávila | 14 de agosto de 1997 até 6 de novembro de 2010   | 13 anos, 2 meses e 23 dias               |
| 7  |                   | Marco Lucchesi           | 3 de março de 2011 até o momento                 | 14 anos, 5 meses e 12 dias até o momento |

#### Cadeira 16
| Nº | Imagem do Imortal | Imortal               | Período do mandato                              | Duração do mandato                   |
| -- | ----------------- | --------------------- | ----------------------------------------------- | ------------------------------------ |
| —  |                   | Gregório de Matos     | Patrono da ABL                                  | ———                                  |
| 1  |                   | Araripe Júnior        | 28 de janeiro de 1897 até 29 de outubro de 1911 | 14 anos, 9 meses e 1 dia             |
| 2  |                   | Félix Pacheco         | 11 de maio de 1912 até 6 de dezembro de 1935    | 23 anos, 6 meses e 25 dias           |
| 3  |                   | Pedro Calmon          | 16 de abril de 1936 até 17 de junho de 1985     | 49 anos, 2 meses e 1 dia             |
| 4  |                   | Lygia Fagundes Telles | 24 de outubro de 1985 até 3 de abril de 2022    | 36 anos, 5 meses e 10 dias           |
| 5  |                   | Jorge Caldeira        | 7 de julho de 2022 até o momento                | 3 anos, 1 mês e 8 dias até o momento |

#### Cadeira 17
| Nº | Imagem do Imortal | Imortal                        | Período do mandato                                | Duração do mandato                      |
| -- | ----------------- | ------------------------------ | ------------------------------------------------- | --------------------------------------- |
| —  |                   | Hipólito da Costa              | Patrono da ABL                                    | ———                                     |
| 1  |                   | Sílvio Romero                  | 28 de janeiro de 1897 até 18 de julho de 1914     | 17 anos, 5 meses e 20 dias              |
| 2  |                   | Osório Duque-Estrada           | 25 de novembro de 1915 até 5 de fevereiro de 1927 | 11 anos, 2 meses e 11 dias              |
| 3  |                   | Roquette-Pinto                 | 20 de outubro de 1927 até 18 de outubro de 1954   | 26 anos, 11 meses e 28 dias             |
| 4  |                   | Álvaro Lins                    | 5 de abril de 1955 até 4 de junho de 1970         | 15 anos, 1 mês e 30 dias                |
| 5  |                   | Antônio Houaiss                | 1 de abril de 1971 até 7 de março de 1999         | 27 anos, 11 meses e 6 dias              |
| 6  |                   | Affonso Arinos de Mello Franco | 22 de julho de 1999 até 15 de março de 2020       | 20 anos, 7 meses e 22 dias              |
| 7  |                   | Fernanda Montenegro            | 4 de novembro de 2021 até o momento               | 3 anos, 9 meses e 11 dias até o momento |

#### Cadeira 18
| Nº | Imagem do Imortal | Imortal               | Período do mandato                               | Duração do mandato                       |
| -- | ----------------- | --------------------- | ------------------------------------------------ | ---------------------------------------- |
| —  |                   | João Francisco Lisboa | Patrono da ABL                                   | ———                                      |
| 1  |                   | José Veríssimo        | 28 de janeiro de 1897 até 2 de fevereiro de 1916 | 19 anos e 5 dias                         |
| 2  |                   | Barão Homem de Mello  | 9 de dezembro de 1916 até 4 de janeiro de 1918   | 1 ano e 26 dias                          |
| 3  |                   | Alberto Faria         | 10 de outubro de 1918 até 8 de setembro de 1925  | 6 anos, 10 meses e 29 dias               |
| 4  |                   | Luís Carlos           | 20 de maio de 1926 até 16 de setembro de 1932    | 6 anos, 3 meses e 27 dias                |
| 5  |                   | Pereira da Silva      | 23 de novembro de 1933 até 11 de janeiro de 1944 | 10 anos, 1 mês e 19 dias                 |
| 6  |                   | Peregrino Júnior      | 4 de outubro de 1945 até 23 de outubro de 1983   | 38 anos e 19 dias                        |
| 7  |                   | Arnaldo Niskier       | 22 de março de 1984 até o momento                | 41 anos, 4 meses e 24 dias até o momento |

#### Cadeira 19
| Nº | Imagem do Imortal | Imortal                  | Período do mandato                             | Duração do mandato                       |
| -- | ----------------- | ------------------------ | ---------------------------------------------- | ---------------------------------------- |
| —  |                   | Joaquim Caetano da Silva | Patrono da ABL                                 | ———                                      |
| 1  |                   | Alcindo Guanabara        | 28 de janeiro de 1897 até 20 de agosto de 1918 | 21 anos, 6 meses e 23 dias               |
| 2  |                   | Silvério Gomes Pimenta   | 30 de outubro de 1919 até 30 de agosto de 1922 | 2 anos e 10 meses                        |
| 3  |                   | Gustavo Barroso          | 8 de março de 1923 até 3 de dezembro de 1959   | 36 anos, 8 meses e 25 dias               |
| 4  |                   | Antônio da Silva Melo    | 12 de abril de 1960 até 10 de setembro de 1973 | 13 anos, 4 meses e 29 dias               |
| 5  |                   | Américo Jacobina Lacombe | 24 de janeiro de 1974 até 7 de abril de 1993   | 19 anos, 2 meses e 14 dias               |
| 6  |                   | Marcos Almir Madeira     | 19 de agosto de 1993 até 19 de outubro de 2003 | 10 anos e 2 meses                        |
| 7  |                   | Antônio Carlos Secchin   | 3 de junho de 2004 até o momento               | 21 anos, 3 meses e 12 dias até o momento |

#### Cadeira 20
| Nº | Imagem do Imortal | Imortal                  | Período do mandato                              | Duração do mandato                     |
| -- | ----------------- | ------------------------ | ----------------------------------------------- | -------------------------------------- |
| —  |                   | Joaquim Manuel de Macedo | Patrono da ABL                                  | ———                                    |
| 1  |                   | Salvador de Mendonça     | 28 de janeiro de 1897 até 5 de dezembro de 1913 | 16 anos, 10 meses e 7 dias             |
| 2  |                   | Emílio de Meneses        | 15 de agosto de 1914 até 6 de junho de 1918     | 3 anos, 9 meses e 22 dias              |
| 3  |                   | Humberto de Campos       | 30 de outubro de 1919 até 5 de dezembro de 1934 | 15 anos, 1 mês e 5 dias                |
| 4  |                   | Múcio Leão               | 19 de setembro de 1935 até 12 de agosto de 1969 | 33 anos, 10 meses e 24 dias            |
| 5  |                   | Aurélio de Lira Tavares  | 23 de abril de 1970 até 18 de novembro de 1998  | 28 anos, 6 meses e 26 dias             |
| 6  |                   | Murilo Melo Filho        | 25 de março de 1999 até 27 de maio de 2020      | 21 anos, 2 meses e 2 dias              |
| 7  |                   | Gilberto Gil             | 11 de novembro de 2021 até o momento            | 3 anos, 9 meses e 4 dias até o momento |

#### Cadeira 21
| Nº | Imagem do Imortal | Imortal            | Período do mandato                                | Duração do mandato              |
| -- | ----------------- | ------------------ | ------------------------------------------------- | ------------------------------- |
| —  |                   | Joaquim Serra      | Patrono da ABL                                    | ———                             |
| 1  |                   | José do Patrocínio | 28 de janeiro de 1897 até 29 de janeiro de 1905   | 8 anos e 1 dia                  |
| 2  |                   | Mário de Alencar   | 31 de outubro de 1905 até 8 de dezembro de 1925   | 20 anos, 1 mês e 7 dias         |
| 3  |                   | Olegário Mariano   | 23 de dezembro de 1926 até 28 de novembro de 1958 | 31 anos, 11 meses e 5 dias      |
| 4  |                   | Álvaro Moreyra     | 13 de agosto de 1959 até 12 de setembro de 1964   | 5 anos e 30 dias                |
| 5  |                   | Adonias Filho      | 14 de janeiro de 1965 até 2 de agosto de 1990     | 25 anos, 6 meses e 19 dias      |
| 6  |                   | Dias Gomes         | 11 de abril de 1991 até 18 de maio de 1999        | 8 anos, 1 mês e 7 dias          |
| 7  |                   | Roberto Campos     | 23 de setembro de 1999 até 9 de outubro de 2001   | 2 anos e 16 dias                |
| 8  |                   | Paulo Coelho       | 25 de julho de 2002 até o momento                 | 23 anos e 21 dias até o momento |

#### Cadeira 22
| Nº | Imagem do Imortal | Imortal                  | Período do mandato                              | Duração do mandato                     |
| -- | ----------------- | ------------------------ | ----------------------------------------------- | -------------------------------------- |
| —  |                   | José Bonifácio           | Patrono da ABL                                  | ———                                    |
| 1  |                   | Medeiros e Albuquerque   | 28 de janeiro de 1897 até 9 de junho de 1934    | 37 anos, 4 meses e 12 dias             |
| 2  |                   | Miguel Osório de Almeida | 5 de setembro de 1935 até 2 de dezembro de 1953 | 18 anos, 2 meses e 27 dias             |
| 3  |                   | Luís Viana Filho         | 8 de abril de 1954 até 5 de junho de 1990       | 36 anos, 1 mês e 28 dias               |
| 4  |                   | Ivo Pitanguy             | 11 de outubro de 1990 até 6 de agosto de 2016   | 25 anos, 9 meses e 26 dias             |
| 5  |                   | João Almino              | 8 de março de 2017 até o momento                | 8 anos, 5 meses e 7 dias até o momento |

#### Cadeira 23
| Nº | Imagem do Imortal | Imortal                     | Período do mandato                                | Duração do mandato                      |
| -- | ----------------- | --------------------------- | ------------------------------------------------- | --------------------------------------- |
| —  |                   | José de Alencar             | Patrono da ABL                                    | ———                                     |
| 1  |                   | Machado de Assis            | 28 de janeiro de 1897 até 29 de setembro de 1908  | 11 anos, 8 meses e 1 dia                |
| 2  |                   | Lafayette Rodrigues Pereira | 1 de maio de 1909 até 29 de janeiro de 1917       | 7 anos, 8 meses e 28 dias               |
| 3  |                   | Alfredo Pujol               | 14 de novembro de 1917 até 20 de maio de 1930     | 12 anos, 6 meses e 6 dias               |
| 4  |                   | Otávio Mangabeira           | 22 de setembro de 1930 até 29 de novembro de 1960 | 30 anos, 2 meses e 7 dias               |
| 5  |                   | Jorge Amado                 | 6 de abril de 1961 até 6 de agosto de 2001        | 40 anos e 4 meses                       |
| 6  |                   | Zélia Gattai                | 7 de dezembro de 2001 até 17 de maio de 2008      | 6 anos, 5 meses e 10 dias               |
| 7  |                   | Luiz Paulo Horta            | 21 de agosto de 2008 até 3 de agosto de 2013      | 4 anos, 11 meses e 13 dias              |
| 8  |                   | Antônio Torres              | 7 de novembro de 2013 até o momento               | 11 anos, 9 meses e 8 dias até o momento |

#### Cadeira 24
| Nº | Imagem do Imortal | Imortal              | Período do mandato                             | Duração do mandato                      |
| -- | ----------------- | -------------------- | ---------------------------------------------- | --------------------------------------- |
| —  |                   | Júlio Ribeiro        | Patrono da ABL                                 | ———                                     |
| 1  |                   | Garcia Redondo       | 28 de janeiro de 1897 até 6 de outubro de 1916 | 19 anos, 8 meses e 8 dias               |
| 2  |                   | Luís Guimarães Filho | 17 de maio de 1917 até 19 de abril de 1940     | 22 anos, 11 meses e 2 dias              |
| 3  |                   | Manuel Bandeira      | 29 de agosto de 1940 até 13 de outubro de 1968 | 28 anos, 1 mês e 14 dias                |
| 4  |                   | Ciro dos Anjos       | 1 de abril de 1969 até 4 de agosto de 1994     | 25 anos, 4 meses e 3 dias               |
| 5  |                   | Sábato Magaldi       | 8 de dezembro de 1994 até 14 de julho de 2016  | 21 anos, 7 meses e 6 dias               |
| 6  |                   | Geraldo Carneiro     | 27 de outubro de 2016 até o momento            | 8 anos, 9 meses e 19 dias até o momento |

#### Cadeira 25
| Nº | Imagem do Imortal | Imortal                      | Período do mandato                                | Duração do mandato              |
| -- | ----------------- | ---------------------------- | ------------------------------------------------- | ------------------------------- |
| —  |                   | Junqueira Freire             | Patrono da ABL                                    | ———                             |
| 1  |                   | Franklin Dória               | 28 de janeiro de 1897 até 28 de outubro de 1906   | 9 anos e 9 meses                |
| 2  |                   | Artur Orlando                | 27 de junho de 1907 até 27 de março de 1916       | 8 anos e 9 meses                |
| 3  |                   | Ataulfo de Paiva             | 9 de dezembro de 1916 até 8 de maio de 1955       | 38 anos, 4 meses e 29 dias      |
| 4  |                   | José Lins do Rego            | 15 de setembro de 1955 até 12 de setembro de 1957 | 1 ano, 11 meses e 28 dias       |
| 5  |                   | Afonso Arinos de Melo Franco | 23 de janeiro de 1958 até 27 de agosto de 1990    | 32 anos, 7 meses e 4 dias       |
| 6  |                   | Alberto Venancio Filho       | 25 de julho de 1991 até o momento                 | 34 anos e 21 dias até o momento |

#### Cadeira 26
| Nº | Imagem do Imortal | Imortal                      | Período do mandato                              | Duração do mandato                      |
| -- | ----------------- | ---------------------------- | ----------------------------------------------- | --------------------------------------- |
| —  |                   | Laurindo Rabelo              | Patrono da ABL                                  | ———                                     |
| 1  |                   | Guimarães Passos             | 28 de janeiro de 1897 até 9 de setembro de 1909 | 12 anos, 7 meses e 12 dias              |
| 2  |                   | Paulo Barreto                | 7 de maio de 1910 até 23 de junho de 1921       | 11 anos, 1 mês e 16 dias                |
| 3  |                   | Constâncio Alves             | 6 de julho de 1922 até 13 de fevereiro de 1933  | 10 anos, 7 meses e 7 dias               |
| 4  |                   | Ribeiro Couto                | 28 de março de 1934 até 30 de maio de 1963      | 29 anos, 2 meses e 2 dias               |
| 5  |                   | Gilberto Amado               | 3 de outubro de 1963 até 27 de agosto de 1969   | 5 anos, 10 meses e 24 dias              |
| 6  |                   | Mauro Mota                   | 8 de janeiro de 1970 até 22 de novembro de 1984 | 14 anos, 10 meses e 14 dias             |
| 7  |                   | Marcos Vilaça                | 11 de abril de 1985 até 29 de março de 2025     | 40 anos, 4 meses e 4 dias até o momento |
| 8  |                   | José Roberto de Castro Neves | 11 de julho de 2025 até o momento               | 1 mês e 4 dias                          |

#### Cadeira 27
| Nº | Imagem do Imortal | Imortal               | Período do mandato                              | Duração do mandato          |
| -- | ----------------- | --------------------- | ----------------------------------------------- | --------------------------- |
| —  |                   | Maciel Monteiro       | Patrono da ABL                                  | ———                         |
| 1  |                   | Joaquim Nabuco        | 28 de janeiro de 1897 até 17 de janeiro de 1910 | 12 anos, 11 meses e 20 dias |
| 2  |                   | Dantas Barreto        | 10 de setembro de 1910 até 8 de março de 1931   | 20 anos, 5 meses e 26 dias  |
| 3  |                   | Gregório da Fonseca   | 16 de julho de 1931 até 23 de abril de 1934     | 2 anos, 9 meses e 7 dias    |
| 4  |                   | Levi Carneiro         | 23 de julho de 1936 até 5 de setembro de 1971   | 35 anos, 1 mês e 13 dias    |
| 5  |                   | Otávio de Faria       | 13 de janeiro de 1972 até 17 de outubro de 1980 | 8 anos, 9 meses e 4 dias    |
| 6  |                   | Eduardo Portella      | 19 de março de 1981 até 2 de maio de 2017       | 36 anos, 1 mês e 13 dias    |
| 7  |                   | Antonio Cicero        | 10 de agosto de 2017 até 23 de outubro de 2024  | 7 anos, 2 meses e 13 dias   |
| 8  |                   | Edgard Telles Ribeiro | 4 de abril de 2025 até o momento                | 4 meses e 11 dias           |

#### Cadeira 28
| Nº | Imagem do Imortal | Imortal                   | Período do mandato                              | Duração do mandato                       |
| -- | ----------------- | ------------------------- | ----------------------------------------------- | ---------------------------------------- |
| —  |                   | Manuel Antônio de Almeida | Patrono da ABL                                  | ———                                      |
| 1  |                   | Inglês de Sousa           | 28 de janeiro de 1897 até 6 de setembro de 1918 | 21 anos, 7 meses e 9 dias                |
| 2  |                   | Xavier Marques            | 24 de julho de 1919 até 30 de outubro de 1942   | 20 anos, 5 meses e 26 dias               |
| 3  |                   | Menotti Del Picchia       | 1 de abril de 1943 até 23 de agosto de 1988     | 45 anos, 4 meses e 22 dias               |
| 4  |                   | Oscar Dias Correia        | 6 de abril de 1989 até 30 de novembro de 2005   | 16 anos, 7 meses e 24 dias               |
| 5  |                   | Domício Proença Filho     | 23 de março de 2006 até o momento               | 19 anos, 4 meses e 23 dias até o momento |

#### Cadeira 29
| Nº | Imagem do Imortal | Imortal                    | Período do mandato                              | Duração do mandato                       |
| -- | ----------------- | -------------------------- | ----------------------------------------------- | ---------------------------------------- |
| —  |                   | Martins Pena               | Patrono da ABL                                  | ———                                      |
| 1  |                   | Artur de Azevedo           | 28 de janeiro de 1897 até 22 de outubro de 1908 | 11 anos, 8 meses e 24 dias               |
| 2  |                   | Vicente de Carvalho        | 1 de maio de 1909 até 22 de abril de 1924       | 14 anos, 11 meses e 21 dias              |
| 3  |                   | Cláudio de Sousa           | 28 de agosto de 1924 até 28 de junho de 1954    | 29 anos e 10 meses                       |
| 4  |                   | Josué Montello             | 4 de novembro de 1954 até 15 de março de 2006   | 51 anos, 4 meses e 11 dias               |
| 5  |                   | José Mindlin               | 20 de junho de 2006 até 28 de fevereiro de 2010 | 3 anos, 8 meses e 8 dias                 |
| 6  |                   | Geraldo Holanda Cavalcanti | 2 de junho de 2010 até o momento                | 15 anos, 2 meses e 13 dias até o momento |

#### Cadeira 30
| Nº | Imagem do Imortal | Imortal                    | Período do mandato                               | Duração do mandato         |
| -- | ----------------- | -------------------------- | ------------------------------------------------ | -------------------------- |
| —  |                   | Pardal Mallet              | Patrono da ABL                                   | ———                        |
| 1  |                   | Pedro Rabelo               | 28 de janeiro de 1897 até 27 de dezembro de 1905 | 8 anos, 10 meses e 29 dias |
| 2  |                   | Heráclito Graça            | 30 de julho de 1906 até 16 de abril de 1914      | 7 anos, 8 meses e 17 dias  |
| 3  |                   | Antônio Austregésilo       | 29 de agosto de 1914 até 23 de dezembro de 1960  | 46 anos, 3 meses e 24 dias |
| 4  |                   | Aurélio Buarque de Holanda | 4 de maio de 1961 até 28 de fevereiro de 1989    | 27 anos, 9 meses e 24 dias |
| 5  |                   | Nélida Piñon               | 27 de julho de 1989 até 17 de dezembro de 2022   | 33 anos, 4 meses e 20 dias |
| 6  |                   | Heloísa Teixeira           | 20 de abril de 2023 até 28 de março de 2025      | 1 ano, 11 meses e 8 dias   |
| 7  |                   | Paulo Henriques Britto     | Posse pendente                                   | Posse pendente             |

#### Cadeira 31
| Nº | Imagem do Imortal | Imortal                  | Período do mandato                              | Duração do mandato                       |
| -- | ----------------- | ------------------------ | ----------------------------------------------- | ---------------------------------------- |
| —  |                   | Pedro Luís               | Patrono da ABL                                  | ———                                      |
| 1  |                   | Guimarães Júnior         | 28 de janeiro de 1897 até 20 de maio de 1898    | 1 ano, 3 meses e 22 dias                 |
| 2  |                   | João Ribeiro             | 8 de agosto de 1898 até 13 de abril de 1934     | 35 anos, 8 meses e 5 dias                |
| 3  |                   | Paulo Setúbal            | 6 de dezembro de 1934 até 4 de maio de 1937     | 2 anos, 4 meses e 28 dias                |
| 4  |                   | Cassiano Ricardo         | 9 de setembro de 1937 até 14 de janeiro de 1974 | 36 anos, 4 meses e 5 dias                |
| 5  |                   | José Cândido de Carvalho | 23 de maio de 1974 até 1 de agosto de 1989      | 15 anos, 2 meses e 9 dias                |
| 6  |                   | Geraldo França de Lima   | 30 de novembro de 1989 até 22 de março de 2003  | 13 anos, 3 meses e 20 dias               |
| 7  |                   | Moacyr Scliar            | 31 de julho de 2003 até 27 de fevereiro de 2011 | 7 anos, 6 meses e 27 dias                |
| 8  |                   | Merval Pereira           | 2 de junho de 2011 até o momento                | 14 anos, 2 meses e 13 dias até o momento |

#### Cadeira 32
| Nº | Imagem do Imortal | Imortal             | Período do mandato                              | Duração do mandato                       |
| -- | ----------------- | ------------------- | ----------------------------------------------- | ---------------------------------------- |
| —  |                   | Araújo Porto-Alegre | Patrono da ABL                                  | ———                                      |
| 1  |                   | Carlos de Laet      | 28 de janeiro de 1897 até 7 de dezembro de 1927 | 30 anos, 10 meses e 9 dias               |
| 2  |                   | Ramiz Galvão        | 12 de abril de 1928 até 9 de março de 1938      | 9 anos, 10 meses e 25 dias               |
| 3  |                   | Viriato Correia     | 14 de julho de 1938 até 10 de abril de 1967     | 28 anos, 8 meses e 27 dias               |
| 4  |                   | Joracy Camargo      | 17 de agosto de 1967 até 11 de março de 1973    | 5 anos, 6 meses e 22 dias                |
| 5  |                   | Genolino Amado      | 9 de agosto de 1973 até 4 de março de 1989      | 15 anos, 6 meses e 23 dias               |
| 6  |                   | Ariano Suassuna     | 3 de agosto de 1989 até 23 de julho de 2014     | 24 anos, 11 meses e 20 dias              |
| 7  |                   | Zuenir Ventura      | 30 de outubro de 2014 até o momento             | 10 anos, 9 meses e 16 dias até o momento |

#### Cadeira 33
| Nº | Imagem do Imortal | Imortal             | Período do mandato                              | Duração do mandato         |
| -- | ----------------- | ------------------- | ----------------------------------------------- | -------------------------- |
| —  |                   | Raul Pompeia        | Patrono da ABL                                  | ———                        |
| 1  |                   | Domício da Gama     | 28 de janeiro de 1897 até 8 de novembro de 1925 | 28 anos, 9 meses e 11 dias |
| 2  |                   | Fernando Magalhães  | 22 de julho de 1926 até 10 de janeiro de 1944   | 17 anos, 5 meses e 19 dias |
| 3  |                   | Luís Edmundo        | 18 de maio de 1944 até 8 de dezembro de 1961    | 17 anos, 6 meses e 20 dias |
| 4  |                   | Afrânio Coutinho    | 17 de abril de 1962 até 5 de agosto de 2000     | 38 anos, 3 meses e 19 dias |
| 5  |                   | Evanildo Bechara    | 11 de dezembro de 2000 até 22 de maio de 2025   | 24 anos, 5 meses e 11 dias |
| 6  |                   | Ana Maria Gonçalves | Posse pendente                                  | Posse pendente             |

#### Cadeira 34
| Nº | Imagem do Imortal | Imortal                     | Período do mandato                               | Duração do mandato                       |
| -- | ----------------- | --------------------------- | ------------------------------------------------ | ---------------------------------------- |
| —  |                   | Sousa Caldas                | Patrono da ABL                                   | ———                                      |
| 1  |                   | J. M. Pereira da Silva      | 28 de janeiro de 1897 até 14 de junho de 1898    | 1 ano, 4 meses e 17 dias                 |
| 2  |                   | Barão do Rio Branco         | 1 de outubro de 1898 até 10 de fevereiro de 1912 | 13 anos, 4 meses e 9 dias                |
| 3  |                   | Lauro Müller                | 14 de setembro de 1912 até 30 de julho de 1926   | 13 anos, 10 meses e 16 dias              |
| 4  |                   | Francisco de Aquino Correia | 9 de dezembro de 1926 até 22 de março de 1956    | 29 anos, 3 meses e 13 dias               |
| 5  |                   | Raimundo Magalhães Júnior   | 9 de agosto de 1956 até 12 de dezembro de 1981   | 25 anos, 4 meses e 3 dias                |
| 6  |                   | Carlos Castelo Branco       | 4 de novembro de 1982 até 1 de junho de 1993     | 10 anos, 6 meses e 28 dias               |
| 7  |                   | João Ubaldo Ribeiro         | 7 de outubro de 1993 até 18 de julho de 2014     | 20 anos, 9 meses e 11 dias               |
| 8  |                   | Evaldo Cabral de Mello      | 23 de outubro de 2014 até o momento              | 10 anos, 9 meses e 23 dias até o momento |

#### Cadeira 35
| Nº | Imagem do Imortal | Imortal                    | Período do mandato                                | Duração do mandato                     |
| -- | ----------------- | -------------------------- | ------------------------------------------------- | -------------------------------------- |
| —  |                   | Tavares Bastos             | Patrono da ABL                                    | ———                                    |
| 1  |                   | Rodrigo Otávio             | 28 de janeiro de 1897 até 28 de fevereiro de 1944 | 47 anos e 1 mês                        |
| 2  |                   | Rodrigo Otávio Filho       | 10 de agosto de 1944 até 20 de abril de 1969      | 24 anos, 8 meses e 10 dias             |
| 3  |                   | José Honório Rodrigues     | 4 de setembro de 1969 até 6 de abril de 1987      | 17 anos, 7 meses e 2 dias              |
| 4  |                   | Celso Ferreira da Cunha    | 13 de agosto de 1987 até 14 de abril de 1989      | 1 ano, 8 meses e 1 dia                 |
| 5  |                   | Candido Mendes de Almeida  | 24 de agosto de 1989 até 17 de fevereiro de 2022  | 32 anos, 5 meses e 24 dias             |
| 6  |                   | Godofredo de Oliveira Neto | 9 de junho de 2022 até o momento                  | 3 anos, 2 meses e 6 dias até o momento |

#### Cadeira 36
| Nº | Imagem do Imortal | Imortal                   | Período do mandato                             | Duração do mandato                     |
| -- | ----------------- | ------------------------- | ---------------------------------------------- | -------------------------------------- |
| —  |                   | Teófilo Dias              | Patrono da ABL                                 | ———                                    |
| 1  |                   | Afonso Celso              | 28 de janeiro de 1897 até 11 de julho de 1938  | 41 anos, 5 meses e 13 dias             |
| 2  |                   | Clementino Fraga          | 23 de março de 1939 até 8 de janeiro de 1971   | 31 anos, 9 meses e 16 dias             |
| 3  |                   | Paulo Carneiro            | 20 de maio de 1971 até 17 de fevereiro de 1982 | 10 anos, 8 meses e 28 dias             |
| 4  |                   | José Guilherme Merquior   | 11 de março de 1982 até 7 de janeiro de 1991   | 8 anos, 9 meses e 27 dias              |
| 5  |                   | João de Scantimburgo      | 21 de novembro de 1991 até 22 de março de 2013 | 21 anos, 4 meses e 1 dia               |
| 6  |                   | Fernando Henrique Cardoso | 27 de junho de 2013 até o momento              | 12 anos, 1 mês e 19 dias até o momento |

#### Cadeira 37
| Nº | Imagem do Imortal | Imortal                  | Período do mandato                               | Duração do mandato                     |
| -- | ----------------- | ------------------------ | ------------------------------------------------ | -------------------------------------- |
| —  |                   | Tomás António Gonzaga    | Patrono da ABL                                   | ———                                    |
| 1  |                   | Silva Ramos              | 28 de janeiro de 1897 até 16 de dezembro de 1930 | 33 anos, 6 meses e 19 dias             |
| 2  |                   | Alcântara Machado        | 23 de abril de 1931 até 1 de abril de 1941       | 9 anos, 11 meses e 9 dias              |
| 3  |                   | Getúlio Vargas           | 7 de agosto de 1941 até 24 de agosto de 1954     | 13 anos e 17 dias                      |
| 4  |                   | Assis Chateaubriand      | 30 de dezembro de 1954 até 4 de abril de 1968    | 13 anos, 3 meses e 5 dias              |
| 5  |                   | João Cabral de Melo Neto | 15 de agosto de 1968 até 9 de outubro de 1999    | 31 anos, 1 mês e 24 dias               |
| 6  |                   | Ivan Junqueira           | 30 de março de 2000 até 3 de julho de 2014       | 14 anos, 3 meses e 3 dias              |
| 7  |                   | Ferreira Gullar          | 9 de outubro de 2014 até 4 de dezembro de 2016   | 2 anos, 1 mês e 25 dias                |
| 8  |                   | Arno Wehling             | 9 de março de 2017 até o momento                 | 8 anos, 5 meses e 6 dias até o momento |

#### Cadeira 38
| Nº | Imagem do Imortal | Imortal                 | Período do mandato                              | Duração do mandato              |
| -- | ----------------- | ----------------------- | ----------------------------------------------- | ------------------------------- |
| —  |                   | Tobias Barreto          | Patrono da ABL                                  | ———                             |
| 1  |                   | Graça Aranha            | 28 de janeiro de 1897 até 26 de janeiro de 1931 | 34 anos, 6 meses e 29 dias      |
| 2  |                   | Santos Dumont           | 4 de junho de 1931 até 23 de julho de 1932      | 1 ano, 1 mês e 19 dias          |
| 3  |                   | Celso Vieira            | 20 de julho de 1933 até 19 de dezembro de 1954  | 21 anos, 4 meses e 29 dias      |
| 4  |                   | Maurício de Medeiros    | 28 de abril de 1955 até 23 de junho de 1966     | 11 anos, 1 mês e 26 dias        |
| 5  |                   | José Américo de Almeida | 27 de outubro de 1966 até 10 de março de 1980   | 13 anos, 4 meses e 12 dias      |
| 6  |                   | José Sarney             | 17 de julho de 1980 até o momento               | 45 anos e 29 dias até o momento |

#### Cadeira 39
| Nº | Imagem do Imortal | Imortal                       | Período do mandato                              | Duração do mandato                      |
| -- | ----------------- | ----------------------------- | ----------------------------------------------- | --------------------------------------- |
| —  |                   | Francisco Adolfo de Varnhagen | Patrono da ABL                                  | ———                                     |
| 1  |                   | Oliveira Lima                 | 28 de janeiro de 1897 até 24 de março de 1928   | 31 anos, 6 meses e 27 dias              |
| 2  |                   | Alberto de Faria              | 2 de agosto de 1928 até 29 de novembro de 1931  | 3 anos, 3 meses e 27 dias               |
| 3  |                   | Rocha Pombo                   | 16 de março de 1933 até 26 de junho de 1933     | 3 meses e 10 dias                       |
| 4  |                   | Rodolfo Garcia                | 2 de agosto de 1934 até 14 de novembro de 1949  | 15 anos, 3 meses e 12 dias              |
| 5  |                   | Elmano Cardim                 | 13 de abril de 1950 até 19 de fevereiro de 1979 | 28 anos, 10 meses e 6 dias              |
| 6  |                   | Otto Lara Resende             | 3 de julho de 1979 até 28 de dezembro de 1992   | 13 anos, 5 meses e 25 dias              |
| 7  |                   | Roberto Marinho               | 22 de julho de 1993 até 6 de agosto de 2003     | 10 anos e 15 dias                       |
| 8  |                   | Marco Maciel                  | 18 de dezembro de 2003 até 12 de junho de 2021  | 17 anos, 5 meses e 25 dias              |
| 9  |                   | José Paulo Cavalcanti         | 25 de novembro de 2021 até o momento            | 3 anos, 8 meses e 21 dias até o momento |

#### Cadeira 40
| Nº | Imagem do Imortal | Imortal                      | Período do mandato                                 | Duração do mandato                      |
| -- | ----------------- | ---------------------------- | -------------------------------------------------- | --------------------------------------- |
| —  |                   | Visconde do Rio Branco       | Patrono da ABL                                     | ———                                     |
| 1  |                   | Eduardo Prado                | 28 de janeiro de 1897 até 30 de agosto de 1901     | 4 anos, 7 meses e 2 dias                |
| 2  |                   | Afonso Arinos de Melo Franco | 31 de dezembro de 1901 até 19 de fevereiro de 1916 | 14 anos, 1 mês e 19 dias                |
| 3  |                   | Miguel Couto                 | 9 de dezembro de 1916 até 6 de junho de 1934       | 17 anos, 5 meses e 28 dias              |
| 4  |                   | Alceu Amoroso Lima           | 29 de agosto de 1935 até 14 de agosto de 1983      | 47 anos, 11 meses e 16 dias             |
| 5  |                   | Evaristo de Moraes Filho     | 15 de março de 1984 até 22 de julho de 2016        | 32 anos, 4 meses e 7 dias               |
| 6  |                   | Edmar Bacha                  | 3 de novembro de 2016 até o momento                | 8 anos, 9 meses e 12 dias até o momento |

## Sócios correspondentes

### Por cadeira

#### Cadeira 1
| Nº      | Retrato | Nome                    | Eleição | Falecimento | País      |
| ------- | ------- | ----------------------- | ------- | ----------- | --------- |
| Patrono |         | Alexandre de Gusmão     |         | 1753        | Brasil    |
| 1       |         | Bartolomeu Mitre        | 1898    | 1906        | Argentina |
| 2       |         | Gonçalves Viana         | 1910    | 1914        | Portugal  |
| 3       |         | Alberto d'Oliveira      | 1914    | 1940        | Portugal  |
| 4       |         | Serafim Leite           | 1940    | 1969        | Portugal  |
| 5       |         | Marcelo Caetano         | 1970    | 1980        | Portugal  |
| 6       |         | Antônio Alçada Baptista | 1981    | 2008        | Portugal  |
| 7       |         | Didier Lamaison         | 2009    |             | França    |

#### Cadeira 2
| Nº      | Retrato | Nome                  | Eleição | Falecimento | País     |
| ------- | ------- | --------------------- | ------- | ----------- | -------- |
| Patrono |         | Antônio José da Silva |         | 1739        | Brasil   |
| 1       |         | Eça de Queirós        | 1898    | 1900        | Portugal |
| 2       |         | Carlos Malheiro Dias  | 1907    | 1941        | Portugal |
| 3       |         | António Egas Moniz    | 1942    | 1955        | Portugal |
| 4       |         | Reinaldo dos Santos   | 1957    | 1970        | Portugal |
| 5       |         | João Gaspar Simões    | 1970    | 1987        | Portugal |
| 6       |         | Mário Soares          | 1987    | 2017        | Portugal |
| 7       |         | Edgar Morin           | 2017    |             | França   |

#### Cadeira 3
| Nº      | Retrato | Nome                       | Eleição | Falecimento | País     |
| ------- | ------- | -------------------------- | ------- | ----------- | -------- |
| Patrono |         | Botelho de Oliveira        |         | 1711        | Brasil   |
| 1       |         | Elisée Réclus              | 1898    | 1905        | França   |
| 2       |         | Jaime de Séguier           | 1910    | 1932        | Portugal |
| 3       |         | Armando Erse de Figueiredo | 1932    | 1950        | Portugal |
| 4       |         | Rebelo Gonçalves           | 1950    | 1982        | Portugal |
| 5       |         | Álvaro Salema              | 1982    | 1991        | Portugal |
| 6       |         | Urbano Tavares Rodrigues   | 1992    | 2013        | Portugal |
| 7       |         | António Valdemar           | 2013    |             | Portugal |

#### Cadeira 4
| Nº      | Retrato | Nome                        | Eleição | Falecimento | País     |
| ------- | ------- | --------------------------- | ------- | ----------- | -------- |
| Patrono |         | Eusébio de Matos            |         | 1692        | Brasil   |
| 1       |         | Émile Zola                  | 1898    | 1902        | França   |
| 2       |         | António Correia de Oliveira | 1910    | 1960        | Portugal |
| 3       |         | Aquilino Ribeiro            | 1960    | 1963        | Portugal |
| 4       |         | Leopold Sédar Senghor       | 1966    | 2001        | Senegal  |
| 5       |         | António Braz Teixeira       | 2002    |             | Portugal |

#### Cadeira 5
| Nº      | Retrato | Nome                  | Eleição | Falecimento | País       |
| ------- | ------- | --------------------- | ------- | ----------- | ---------- |
| Patrono |         | Francisco de Sousa    |         | 1713        | Brasil     |
| 1       |         | Eugênio de Castro     | 1898    | 1944        | Portugal   |
| 2       |         | Augusto de Castro     | 1945    | 1971        | Portugal   |
| 3       |         | Joaquim Paço d`Arcos  | 1972    | 1979        | Portugal   |
| 4       |         | Domingos Monteiro     | 1979    | 1980        | Portugal   |
| 5       |         | David Mourão-Ferreira | 1981    | 1996        | Portugal   |
| 6       |         | Mia Couto             | 1998    |             | Moçambique |

#### Cadeira 6
| Nº      | Retrato | Nome                      | Eleição | Falecimento | País     |
| ------- | ------- | ------------------------- | ------- | ----------- | -------- |
| Patrono |         | Mathias Ayres             |         | 1763        | Brasil   |
| 1       |         | Guerra Junqueiro          | 1898    | 1923        | Portugal |
| 2       |         | Enrique Lopes de Mendonça | 1923    | 1931        | Portugal |
| 3       |         | José Leite de Vasconcelos | 1941    | 1956        | Portugal |
| 4       |         | Joaquim Leitão            | 1979    | 1980        | Portugal |
| 5       |         | Nuno Simões               | 1959    | 1975        | Portugal |
| 6       |         | Jacinto do Prado Coelho   | 1976    | 1984        | Portugal |
| 7       |         | Vergílio Ferreira         | 1984    | 1996        | Portugal |
| 8       |         | Alberto Noguès            | 1996    | 2000        | Paraguai |
| 9       |         | Luciana Stegagno Picchio  | 2002    | 2008        | Itália   |
| 10      |         | Arnaldo Saraiva           | 2008    |             | Portugal |

#### Cadeira 7
| Nº      | Retrato | Nome                     | Eleição | Falecimento | País           |
| ------- | ------- | ------------------------ | ------- | ----------- | -------------- |
| Patrono |         | Nuno Marques Pereira     |         | 1733        | Brasil         |
| 1       |         | Henrik Sienkiewicz       | 1900    | 1916        | Polônia        |
| 2       |         | Júlio Dantas             | 1917    | 1962        | Portugal       |
| 3       |         | Vitorino Nemésio         | 1962    | 1978        | Portugal       |
| 4       |         | Joaquim Veríssimo Serrão | 1978    | 2020        | Portugal       |
| 5       |         | Benjamin Moser           | 2021    |             | Estados Unidos |

#### Cadeira 8
| Nº      | Retrato | Nome                    | Eleição | Falecimento | País           |
| ------- | ------- | ----------------------- | ------- | ----------- | -------------- |
| Patrono |         | Rocha Pita              |         | 1738        | Brasil         |
| 1       |         | John Fiske              | 1900    | 1901        | Estados Unidos |
| 2       |         | Cândido de Figueiredo   | 1901    | 1925        | Portugal       |
| 3       |         | José Maria Rodrigues    | 1925    | 1942        | Portugal       |
| 4       |         | Fidelino de Figueiredo  | 1942    | 1967        | Portugal       |
| 5       |         | Luís Forjaz Trigueiros  | 1967    | 2000        | Portugal       |
| 6       |         | Agustin Buzura          | 2001    | 2017        | Romênia        |
| 7       |         | Julio María Sanguinetti | 2021    |             | Uruguai        |

#### Cadeira 9
| Nº      | Retrato | Nome                | Eleição | Falecimento | País           |
| ------- | ------- | ------------------- | ------- | ----------- | -------------- |
| Patrono |         | Santa Rita Durão    |         | 1784        | Brasil         |
| 1       |         | John Hay            | 1900    | 1905        | Estados Unidos |
| 2       |         | Ramalho Ortigão     | 1910    | 1915        | Portugal       |
| 3       |         | António Feijó       | 1915    | 1917        | Portugal       |
| 4       |         | João de Barros      | 1917    | 1960        | Portugal       |
| 5       |         | Hernâni Cidade      | 1961    | 1975        | Portugal       |
| 6       |         | Adriano Moreira     | 1975    | 2022        | Portugal       |
| 7       |         | Ettore Finazzi-Agrò | 2022    |             | Itália         |

#### Cadeira 10
| Nº      | Retrato | Nome                     | Eleição | Falecimento | País           |
| ------- | ------- | ------------------------ | ------- | ----------- | -------------- |
| Patrono |         | Frei Vicente do Salvador |         | 1636        | Brasil         |
| 1       |         | Teófilo Braga            | 1898    | 1924        | Portugal       |
| 2       |         | Antero de Figueiredo     | 1924    | 1953        | Portugal       |
| 3       |         | José Caeiro da Mata      | 1955    | 1963        | Portugal       |
| 4       |         | Cardeal Manuel Cerejeira | 1964    | 1977        | Portugal       |
| 5       |         | Fernando Namora          | 1978    | 1989        | Portugal       |
| 6       |         | Agustina Bessa-Luís      | 1989    | 2019        | Portugal       |
| 7       |         | Darlene J. Sadlier       | 2019    |             | Estados Unidos |

#### Cadeira 11
| Nº      | Retrato | Nome                         | Eleição | Falecimento | País      |
| ------- | ------- | ---------------------------- | ------- | ----------- | --------- |
| Patrono |         | Alexandre Rodrigues Ferreira |         | 1815        | Brasil    |
| 1       |         | Garcia Mérou                 | 1898    | 1905        | Argentina |
| 2       |         | Javier de Viana              | 1910    | 1926        | Uruguai   |
| 3       |         | Miguel Luis Rocuant          | 1926    | 1948        | Chile     |
| 4       |         | Eduardo Barrios              | 1952    | 1963        | Chile     |
| 5       |         | Georges Raeders              | 1969    | 1980        | França    |
| 6       |         | Curt Meyer-Clason            | 1981    | 2012        | Alemanha  |
| 7       |         | José Carlos de Vasconcelos   | 2012    |             | Portugal  |

#### Cadeira 12
| Nº      | Retrato | Nome                    | Eleição | Falecimento | País           |
| ------- | ------- | ----------------------- | ------- | ----------- | -------------- |
| Patrono |         | Antônio de Morais Silva |         | 1824        | Brasil         |
| 1       |         | Guilherme Blest Gana    | 1898    | 1905        | Chile          |
| 2       |         | Victor Orban            | 1910    | 1946        | Bélgica        |
| 3       |         | Sàmuel Putnam           | 1947    | 1850        | Estados Unidos |
| 4       |         | Enrique Larreta         | 1950    | 1961        | Argentina      |
| 5       |         | Ricardo Saenz Hayes     | 1962    | 1976        | Argentina      |
| 6       |         | Mario Amadeo            | 1977    | 1983        | Argentina      |
| 7       |         | Fred P. Ellison         | 1983    | 2014        | Estados Unidos |
| 8       |         | Vargas Llosa            | 2014    | 2025        | Peru           |

#### Cadeira 13
| Nº      | Retrato | Nome                      | Eleição | Falecimento | País           |
| ------- | ------- | ------------------------- | ------- | ----------- | -------------- |
| Patrono |         | Domingos Borges de Barros |         | 1855        | Brasil         |
| 1       |         | Henrik Ibsen              | 1898    | 1906        | Noruega        |
| 2       |         | Conde de Monsaraz         | 1910    | 1913        | Portugal       |
| 3       |         | John Gasper Branner       | 1913    | 1922        | Estados Unidos |
| 4       |         | Georges Dumas             | 1922    | 1946        | França         |
| 5       |         | Georges Duhamel           | 1946    | 1966        | França         |
| 6       |         | André Malraux             | 1967    | 1976        | França         |
| 7       |         | Roger Caillois            | 1977    | 1978        | França         |
| 8       |         | Jean d'Ormesson           | 2015    | 2017        | França         |
| 9       |         | Jean-Christophe Rufin     | 2018    |             | França         |

#### Cadeira 14
| Nº      | Retrato | Nome                           | Eleição | Falecimento | País           |
| ------- | ------- | ------------------------------ | ------- | ----------- | -------------- |
| Patrono |         | Frei Francisco de Mont'Alverne |         | 1858        | Brasil         |
| 1       |         | Herbert Spencer                | 1898    | 1903        | Inglaterra     |
| 2       |         | Jean Finot                     | 1910    | 1922        | Polônia        |
| 3       |         | Ernest Martinenche             | 1922    | 1941        | França         |
| 4       |         | Ramón Menéndez Pidal           | 1951    | 1968        | Espanha        |
| 5       |         | William Grossman               | 1969    | 1980        | Estados Unidos |
| 6       |         | Daisaku Ikeda                  | 1992    | 2023        | Japão          |
| 7       |         | John Gledson                   | 2023    |             | Reino Unido    |

#### Cadeira 15
| Nº      | Retrato | Nome                 | Eleição | Falecimento | País           |
| ------- | ------- | -------------------- | ------- | ----------- | -------------- |
| Patrono |         | Frei Gonçalves Ledo  |         | 1847        | Brasil         |
| 1       |         | D. José Echegaray    | 1898    | 1916        | Espanha        |
| 2       |         | José Santos Chocano  | 1917    | 1934        | Peru           |
| 3       |         | Rodolfo Rivarola     | 1935    | 1942        | Argentina      |
| 4       |         | Ricardo Rojas        | 1943    | 1957        | Argentina      |
| 5       |         | Miguel Ángel Carcano | 1959    | 1978        | Argentina      |
| 6       |         | Claude L. Hulet      | 1978    | 2017        | Estados Unidos |
| 7       |         | Berthold Zilly       | 2018    |             | Alemanha       |

#### Cadeira 16
| Nº      | Retrato | Nome                              | Eleição | Falecimento | País       |
| ------- | ------- | --------------------------------- | ------- | ----------- | ---------- |
| Patrono |         | José Bonifácio de Andrada e Silva |         | 1847        | Brasil     |
| 1       |         | Giosué Carducci                   | 1898    | 1907        | Itália     |
| 2       |         | Guglielmo Ferrero                 | 1907    | 1942        | Itália     |
| 3       |         | Jacques Maritain                  | 1942    | 1973        | França     |
| 4       |         | Julio Cesar Chaves                | 1973    | 1989        | Paraguai   |
| 5       |         | Hermann M. Görgen                 | 1989    | 1994        | Alemanha   |
| 6       |         | Maurice Druon                     | 1995    | 2009        | França     |
| 7       |         | José Saramago                     | 2009    | 2010        | Portugal   |
| 8       |         | Leslie Bethell                    | 2010    |             | Inglaterra |

#### Cadeira 17
| Nº      | Retrato | Nome                       | Eleição | Falecimento | País     |
| ------- | ------- | -------------------------- | ------- | ----------- | -------- |
| Patrono |         | Odorico Mendes             |         | 1864        | Brasil   |
| 1       |         | León Tolstoi               | 1898    | 1910        | Rússia   |
| 2       |         | Martin Brussot             | 1912    | 1968        | Áustria  |
| 3       |         | Herculano Amorim Ferreira  | 1969    | 1974        | Portugal |
| 4       |         | Ruben Andresen Leitão      | 1974    | 1975        | Portugal |
| 5       |         | Vitorino Magalhães Godinho | 1976    | 2011        | Portugal |
| 6       |         | Antonio Maura              | 2011    |             | Espanha  |

#### Cadeira 18
| Nº      | Retrato | Nome                          | Eleição | Falecimento | País           |
| ------- | ------- | ----------------------------- | ------- | ----------- | -------------- |
| Patrono |         | Silva Alvarenga               |         | 1814        | Brasil         |
| 1       |         | Paul Groussac                 | 1898    | 1929        | França         |
| 2       |         | Francisco Rodríguez Marín     | 1929    | 1943        | Espanha        |
| 3       |         | Dardo Regules                 | 1943    | 1961        | Uruguai        |
| 4       |         | Aurelio Miró-Quesada          | 1962    | 1998        | Peru           |
| 5       |         | José Vitorino de Pina Martins | 2000    | 2010        | Portugal       |
| 6       |         | Gregory Rabassa               | 2010    | 2016        | Estados Unidos |
| 7       |         | João Malaca Casteleiro        | 2016    | 2020        | Portugal       |
| 8       |         | Telmo dos Santos Verdelho     | 2021    |             | Portugal       |

#### Cadeira 19
| Nº      | Retrato | Nome                  | Eleição | Falecimento | País      |
| ------- | ------- | --------------------- | ------- | ----------- | --------- |
| Patrono |         | Sotero dos Reis       |         | 1871        | Brasil    |
| 1       |         | Rafael Obligado       | 1898    | 1920        | Argentina |
| 2       |         | Gabriel d'Annunzio    | 1921    | 1938        | Itália    |
| 3       |         | Ramón J. Cárcano      | 1938    | 1946        | Argentina |
| 4       |         | Gregório Aráoz Alfaro | 1947    | 1955        | Argentina |
| 5       |         | Gregorio Marañón      | 1956    | 1960        | Espanha   |
| 6       |         | Dámaso Alonso         | 1960    | 1990        | Espanha   |
| 7       |         | Octavio Paz           | 1990    | 1998        | México    |
| 8       |         | Alain Touraine        | 1998    | 2023        | França    |
| 9       |         | Giovanni Ricciardi    | 2023    | 2023        | Itália    |
| 10      |         | Miriam Tivon          | 2023    |             | Israel    |

#### Cadeira 20
| Nº      | Retrato | Nome                         | Eleição | Falecimento | País     |
| ------- | ------- | ---------------------------- | ------- | ----------- | -------- |
| Patrono |         | Visconde de Cairu            |         | 1835        | Brasil   |
| 1       |         | Theodor Mommsen              | 1898    | 1903        | Alemanha |
| 2       |         | Goran Bjorkman               | 1910    | 1923        | Suécia   |
| 3       |         | Alexandre Conty              | 1924    | 1947        | França   |
| 4       |         | André Maurois                | 1948    | 1967        | França   |
| 5       |         | Jean Roche                   | 1969    | 2006        | França   |
| 6       |         | Eduardo Lourenço de Faria    | 2006    | 2020        | Portugal |
| 7       |         | Guilherme d'Oliveira Martins | 2021    |             | Portugal |